# Татариха (река)

Татариха — река в России, протекает в Кумёнском районе Кировской области. Устье реки находится в 12 км по левому берегу реки Большая Кумёна. Длина реки составляет 10 км.
Исток реки в лесу у деревни Седуново (Нижнеивкинское городское поселение) в 5 км к востоку от посёлка Нижнеивкино. Река течёт на восток по ненаселённому лесу. Притоки — Малая Татариха, Медвежиха (правые). Впадает в Большую Кумёну в урочище Пионер.

## Данные водного реестра
По данным государственного водного реестра России относится к Камскому бассейновому округу, водохозяйственный участок реки — Вятка от города Киров до города Котельнич, речной подбассейн реки — Вятка. Речной бассейн реки — Кама.
По данным геоинформационной системы водохозяйственного районирования территории РФ, подготовленной Федеральным агентством водных ресурсов:
- Код водного объекта в государственном водном реестре — 10010300312111100034631
- Код по гидрологической изученности (ГИ) — 111103463
- Код бассейна — 10.01.03.003
- Номер тома по ГИ — 11
- Выпуск по ГИ — 1